# چوهو (دوره)
چوهو (به ژاپنی: 長保 Chōhō)؛ نام یک عصر تاریخی ژاپنی (نِنگُو) بود. این عصر بعد از چوتوکو و قبل از کانکو قرار داشت و از ژانویه ۹۹۹ تا ژوئیه ۱۰۰۴ میلادی به طول انجامید. در طی این عصر امپراتور ایچیجو امپراتور ژاپن بود.